# 콩고땃쥐
콩고땃쥐 또는 콩고흰이땃쥐(Crocidura congobelgica)는 땃쥐과에 속하는 포유류의 일종이다. 콩고민주공화국과 우간다에서 발견된다. 자연 서식지는 아열대 또는 열대 기후 지역의 습윤 저지대 숲이다. 서식지 감소로 멸종 위협을 받고 있다.